# Oradour-sur-Vayres
Oradour-sur-Vayres (tiếng Occitan: Orador (de Vairas)) là một xã của tỉnh Haute-Vienne, thuộc vùng Nouvelle-Aquitaine, miền trung nước Pháp.